# المصارعة الحرة
عبد الرشيد سادولاييف
المصارعة الحرة هي أحد أنواع مصارعة الهواة التي تُمارس في جميع أنحاء العالم. وإلى جانب المصارعة اليونانية الرومانية، تعد المصارعة الحرة أحد النوعين المُتنافس عليهما في دورة الألعاب الأوليمبية. وتجري المصارعة الحرة في المدارس الثانوية والكليات الأمريكية وفقًا لقواعد مختلفة ويطلق عليها المدرسية والمصارعة الحرة بين شباب الجامعة.
تشبه المصارعة الحرة المصارعة الحرة بين شباب الجامعات في أن أصولها الأساسية تنبع من مصارعة تعتمد على المسك قدر الإمكان والهدف النهائي في النوعين هو أن تطرح خصمك على البساط، الأمر الذي يؤدي إلى إعلان الانتصار على الفور. بينما لا تشبه المصارعة الحرة والجامعية المصارعة الرومانية اليونانية لأن كلاً منهما تسمح للمصارع باستخدام ساقيه في الهجوم والدفاع. وتعد المصارعة الحرة هي الأسلوب الأفضل للمصارعة من الثبات وتأتي معها المصارعة التقليدية مثل أساليب الجودو والسامبو.
ووفقًا للاتحاد الدولي لأساليب المصارعة (فيلا)، تعد المصارعة الحرة واحدة من الأشكال الأربعة الرئيسية لـ المصارعة التنافسية للهواة والتي تُمارس دوليًا في يومنا هذا. وتعد المصارعة الرومانية اليونانية والتشابك بالأيدي من الأشكال الرئيسية للمصارعة (وتسمى أيضًا مصارعة الاستسلام).

## وصلات خارجية
- TheMat.com (The Official Website of USA Wrestling) - News about Wrestling: Greco-Roman, Freestyle, International News
- Amateur Athletic Union (AAU) Wrestling
- Freestyle and Greco-Roman Wrestling
- Freestyle wrestling videos
- InterMat